# Бологижа
Бологижа — опустевшая деревня в Старорусском районе Новгородской области в составе Наговского сельского поселения.

## География
Находится в южной части Новгородской области на расстоянии приблизительно 5 км на север по прямой от районного центра города Старая Русса.

## История
На карте 1840 года уже была обозначена. В 1908 году здесь (деревня Старорусского уезда Новгородской губернии) было учтено 15 дворов.

## Население
Численность населения: 144 человека (1908 год), 0 как в 2002 году, так и в 2010.